# Botlatókövek Esztergomban
Esztergomban az első botlatóköveket 2021. október 1-jén adták át a városból elhurcolt és elpusztított zsidók utolsó lakhelyénél. A köveket Gunter Demnig német szobrászművész készítette. 2021. októberi állapot szerint 17 darab került elhelyezésre nyolc helyszínen.
| Kép | Leírás                                                                                               | Hely                                           |
| --- | --- | ---------------------------------------------- |
| | Itt lakott Weisz Mórné Háber Karolina sz. 1873. Deportálták Auschwitzba. Megölték 1944. VII. 15-én.  | Széchenyi tér 13.                              |
| Itt lakott Weisz Mór sz. 1867. Deportálták Auschwitzba. Megölték 1944. VII. 15-én.                             | | Széchenyi tér 13.                              |
| | Itt lakott Háber Sándor sz. 1902. Deportálták Auschwitzba. Megölték 1944. VII. 5-én                  | Az Árpád utca Rudnay Sándor tér felé eső végén |
| Itt lakott Háber Sándorné sz. Marmorstein Erzsébet sz. 1910. Deportálták Auschwitzba. Megölték 1944. VII. 5-én | | Az Árpád utca Rudnay Sándor tér felé eső végén |
| Itt lakott Háber Katóka sz. 1936. Deportálták Auschwitzba. Megölték 1944. VII. 5-én                            | | Az Árpád utca Rudnay Sándor tér felé eső végén |
| Itt lakott Marmorstein Mórné sz. Fantusz Helén sz. 1888. Deportálták Auschwitzba. Megölték 1944. VII. 5-én     | | Az Árpád utca Rudnay Sándor tér felé eső végén |
| | Itt lakott Balog László sz. 1860. Deportálták. Megölték a Monostori erődben megölték 1944. VII. 8-án | Pázmány Péter utca 4.                          |
| | Itt lakott Schwartz Manó sz. 1892. Megölték 1944. X. 15-én Auschwitzban                              | Pázmány Péter utca 21.                         |
| Itt lakott Schwartz Manóné Halász Sára sz. 1898. Deportálták Auschwitzba. Megölték 1944. VI. 18-án             | | Pázmány Péter utca 21.                         |
| Itt lakott Schwartz György sz. 1922 Deportálták 1945-ben. Meghalt 1945 V. 8-án Mauthausenban.                  | | Pázmány Péter utca 21.                         |
| | Itt lakott Schrank Ödön sz. 1885 Deportálták Auschwitzba. Megölték 1944. VI. 17-én                   | Madách Imre utca 2.                            |
| | Itt lakott Steiner István sz. 1883 Deportálták Auschwitzba. Megölték 1944. VII. 15-én.               | Petőfi Sándor utca 12.                         |
| Itt lakott Steiner Istvánné Weiss Elza sz. 1892. Deportálták Auschwitzba. Megölték 1944. VII. 15-én.           | | Petőfi Sándor utca 12.                         |
| Itt lakott Steiner László sz. 1928 Deportálták Auschwitzba. Megölték 1944. VII. 15-én.                         | | Petőfi Sándor utca 12.                         |
| | Itt lakott Brenner Mór sz. 1878 Deportálták Auschwitzba. Megölték 1944. VII. 15-én.                  | Budapesti utca 6.                              |
| Itt lakott Brenner Mórné Weisz Olga sz. 1888 Deportálták Auschwitzba. Megölték 1944. VII. 15-én.               | | Budapesti utca 6.                              |
| | Itt lakott Kertész Lajosné sz. 1908 Deportálták Bergen-Belsenbe. Meghalt 1945. IV. 30-án             | Kossuth Lajos utca 45.                         |

## Kapcsolódó szócikk
- Esztergomi emléktáblák listája